# جوليان كوشران
جوليان كوشران (بالإنجليزية: Julian Cochran)‏ هو مهندس وملحن وعازف بيانو أسترالي، ولد في 14 يونيو 1974.

## وصلات خارجية
- جوليان كوشران على موقع ميوزك برينز (الإنجليزية)